# Хоэнварслебен
Хоэнварслебен (нем. Hohenwarsleben) — деревня в Германии, в земле Саксония-Анхальт, входит в район Бёрде в составе коммуны Хоэ-Бёрде.
Население составляет 1617 человек (на 31 декабря 2008 года). Занимает площадь 8,12 км².

## История
Первое упоминание о поселении относится к 1144 году.
До 1 января 2010 года, Хоэнварслебен образовывал собственную коммуну, но после проведённых реформ, вместе с Аккендорфом, Айхенбарлебеном, Беберталем, Велленом, Грос-Зантерслебеном, Иркслебеном, Нидерндоделебеном, Нордгермерслебеном, Охтмерслебеном, Хермсдорфом и Шаккенслебеном вошёл в состав новой коммуны Хоэ-Бёрде.

## Галерея

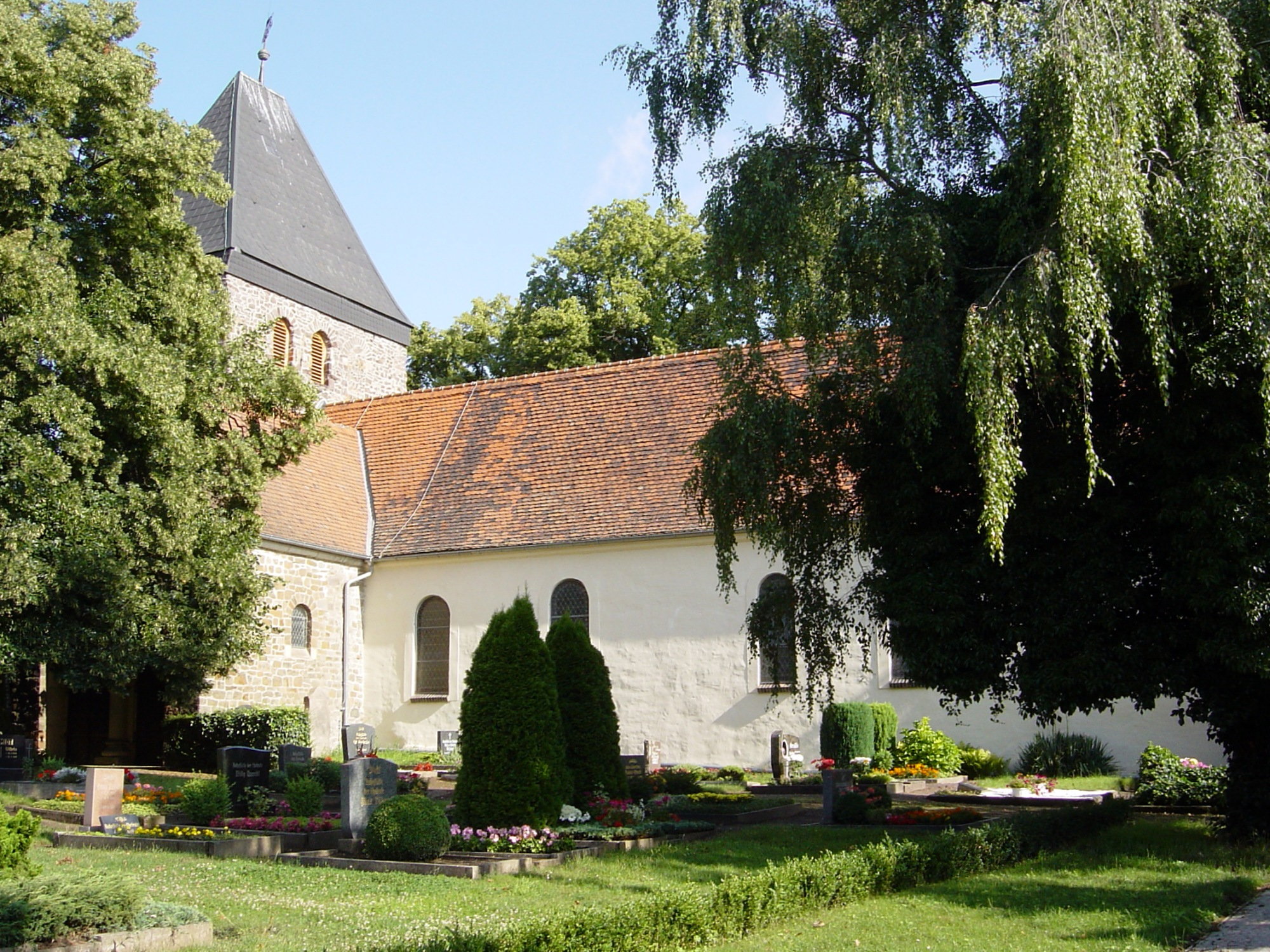
Церковь в Хоэнварслебене
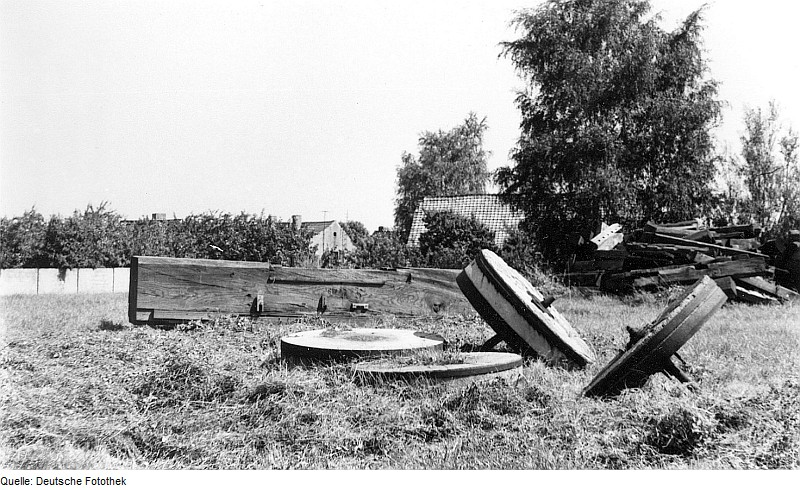
Жернова старой мельницы, 1973 год